# 阿索爾公爵

阿索爾公爵（英語：Duke of Atholl）是一個蘇格蘭貴族爵位，1703年原阿索爾侯爵約翰·莫瑞受安妮女王晉升為公爵。

## 頭銜持有人
- 第一代阿索爾公爵約翰·莫瑞（英语：John Murray, 1st Duke of Atholl）
- 第二代阿索爾公爵詹姆斯·莫瑞（英语：James Murray, 2nd Duke of Atholl）
- 第三代阿索爾公爵約翰·莫瑞（英语：John Murray, 3rd Duke of Atholl）
- 第四代阿索爾公爵約翰·莫瑞（英语：John Murray, 4th Duke of Atholl）
- 第五代阿索爾公爵約翰·莫瑞（英语：John Murray, 5th Duke of Atholl）
- 第六代阿索爾公爵喬治·莫瑞（英语：George Murray, 6th Duke of Atholl）
- 第七代阿索爾公爵約翰·史都華-莫瑞（英语：John Stewart-Murray, 7th Duke of Atholl）
- 第八代阿索爾公爵約翰·史都華-莫瑞（英语：John Stewart-Murray, 8th Duke of Atholl）
- 第九代阿索爾公爵詹姆斯·史都華-莫瑞（英语：James Stewart-Murray, 9th Duke of Atholl）
- 第十代阿索爾公爵伊恩·莫瑞（英语：Iain Murray, 10th Duke of Atholl）
- 第十一代阿索爾公爵約翰·莫瑞（英语：John Murray, 11th Duke of Atholl）
- 第十二代阿索爾公爵布魯斯·莫瑞